# Gavin Bryars

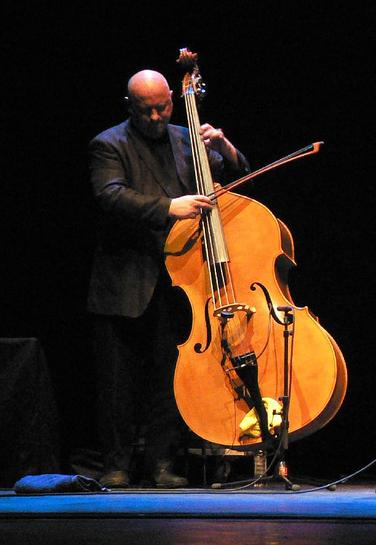
Gavin Bryars

Richard Gavin Bryars, (ur. 16 stycznia 1943 w Goole, Yorkshire), angielski kompozytor i kontrabasista, tworzący w różnych gatunkach muzyki awangardowej, jak minimalizm, neoklasycyzm, ambient, pogranicza jazzu. 
Najbardziej znane utwory: „The Sinking of the Titanic”, „Jesus’ Blood Never Failed Me Yet” (w 1990 r. wersja z wokalem Toma Waitsa), „A Man in a Room, Gambling”; „Black River”.